# Комарек, Мартин
Ма́ртин Ко́марек (чеш. Martin Komárek; 14 октября 1984, Боузов, ЧССР) — чешский футболист, игравший на позиции защитника.

## Биография
Мартин Комарек родился в Боузове, близ Оломоуца. С пятилетнего возраста занимался футболом в родном городке. С 2001 года — в системе подготовки футболистов оломоуцкой «Сигмы». С 2006 года стал играть за первую команду «Сигмы».
В сезоне 2010/11 года выступал в Словакии, где в составе «Сеницы» стал вице-чемпионом и финалистом кубка Словакии.
Сезон 2011/12 года провёл в клубе второго дивизиона «Высочина» из Йиглавы, который стал чемпионом 2-й лиги и перешёл в высший дивизион. В 2013 году выступал в казахстанской Премьер-лиге в составе ФК «Восток» (Усть-Каменогорск), за который сыграл 17 матчей. В 2014 перешёл в пражский клуб «Локо Влтавин», где через 4 года завершил карьеру.